# کریستین سیتی
کریستین سیتی (فرانسوی: Christine Citti‎؛ زادهٔ ۲۶ اکتبر ۱۹۶۲) هنرپیشه، کارگردان فیلم، نویسنده اهل فرانسه است. وی از سال ۱۹۸۰ میلادی تاکنون مشغول فعالیت بوده‌است.
از فیلم‌ها یا برنامه‌های تلویزیونی که وی در آنها نقش داشته‌است می‌توان به جنگ چه می‌تواند بیاورد اشاره کرد.